# Sommar'n -65
Sommar'n -65 är en låt skriven av Lasse Lindbom. Den framfördes av gruppen Landslaget i den svenska Melodifestivalen 1977, där bidraget slutade på tredje plats, och låten gavs ut på singel samma år. Den spelade också in på engelska som "Raining in My Heart" samma år på albumet Northern Lights.
Wizex spelade 1995 in en cover på låten på albumet Varma vindar.

## Listplaceringar
| Lista (1977) | Topplacering |
| ------------ | ------------ |
| Sverige      | 8            |